# Iosif (Maslennikov)
Iosif (světským jménem: Alexej Alexandrovič Maslennikov; * 3. listopadu 1978, Slobozia) je moldavský duchovní Ukrajinské pravoslavné církve Moskevského patriarchátu, arcibiskup a emeritní metropolita romenský a buryňský.

## Život
Narodil se 3. listopadu 1978 ve Slobozii.
Od roku 1992 začal žít na Ukrajině. Sloužil v chrámech simferopolské eparchie.
Dne 22. března 1996 byl postřižen na rjasofora se jménem Filip. O dva dny později byl biskupem záporožským a melitopolským Vasilijem (Zlatolinským) rukopoložen na jerodiákona. Dne 7. ledna 1996 byl rukopoložen na jeromonacha.
Dne 4. dubna 1997 byl postřižen na monacha se jménem Iosif.
Od srpna 1997 do května 2005 byl představeným chrámu svatého velikomučedníka Demetria a chrámu svatého Olega Brjanského ve vesnici Astrachanka Záporožské oblasti.
Roku 2001 byl povýšen na igumena.
Roku 2004 dokončil Bělgorodský duchovní seminář a roku 2006 Kyjevskou duchovní akademii.
V červenci 2005 se stal představeným chrámu Vzkříšení ve Vitebsku a v prosinci 2006 chrámu svatého Jiří v Záporoží.
Dne 19. července 2008 byl povýšen na archimandritu.
Dne 11. listopadu 2008 jej Svatý synod Ukrajinské pravoslavné církve zvolil vilňanským a vikářem záporožské eparchie. Dne 17. listopadu byl oficiálně jmenován biskupem a následující den proběhla jeho biskupská chirotonie. Hlavním světitelem byl metropolita kyjevský a celé Ukrajiny Volodymyr (Sabodan).
Dne 14. dubna 2009 se stal biskupem záporožským a melitopolským.
Dne 23. prosince 2010 byl převeden na konotopskou katedru.
Od 20. července 2012 do 25. září 2013 byl biskupem jampilským a vikářem konotopské eparchie.
Dne 25. září 2013 byl ustanoven biskupem romenským a buryňským.
Dne 17. srpna 2015 byl povýšen na arcibiskupa a 17. srpna 2021 na metropolitu.
Dne 23. listopadu 2022 byl penzionován.
Dne 25. listopadu 2023 byl po invazi Ruska na Ukrajinu zařazen na ukrajinský sankční seznam.